# Dautenwinden
Dautenwinden (fränkisch: Daudewin bzw. Ejbadaudewin und Undadaudewin) ist ein Gemeindeteil der kreisfreien Stadt Ansbach (Mittelfranken, Bayern). Dautenwinden liegt in der Gemarkung Elpersdorf bei Ansbach.

## Geografie
Das Dorf gliedert sich in Ober- und Unterdautenwinden und die Höfstetter Mühle. Im Ort entspringt der Schreinermühlbach, ein linker Zufluss der Altmühl. Unmittelbar westlich liegt das Herbstfeld, 0,5 km südwestlich das Waldgebiet Steinlach, 0,5 km östlich das Feuchtlachfeld.
Es führt eine Gemeindeverbindungsstraße nach Kurzendorf (1,3 km östlich) bzw. die Staatsstraße 2248 kreuzend an Mittelbach vorüber die Staatsstraße 1066 kreuzend nach Höfen (2,7 km nordwestlich). Weitere Gemeindeverbindungsstraßen führen nach Elpersdorf (1 km nördlich) und an Höfstetten vorüber nach Hohenberg (3 km südlich).

## Geschichte
Im Jahre 911 beschloss König Konrad I. auf dem Reichstag zu Forchheim, Wenden aus dem Maingebiet dem St. Gumbertuskloster Ansbach zuzuweisen. Diese wurden im 10. Jahrhundert in einem Ring um Ansbach angesiedelt. Im Jahre 1288 wurde der Ort in dem Testament des Wolfram von Dornberg erstmals als „Tutenwinden“ urkundlich erwähnt. An dem Grundwort des Ortsnamens „–winden“ ist erkennbar, dass es sich um eine Wendensiedlung handelt. Das Bestimmungswort ist der Personenname „Tudo“. Eine Person dieses Namens ist als Gründer der Siedlung anzunehmen.
Im 16-Punkte-Bericht des Oberamtes Ansbach von 1684 wurden für Dautenwinden 10 Mannschaften verzeichnet: 6 Anwesen unterstanden dem Hofkastenamt Ansbach und 4 Anwesen dem eichstättischen Kastenamt Herrieden. Das Hochgericht und die Dorf- und Gemeindeherrschaft übte das brandenburg-ansbachische Hofkastenamt Ansbach aus.
Gegen Ende des 18. Jahrhunderts bildete Oberdautenwinden mit Unterdautenwinden eine Realgemeinde. In Oberdautenwinden gab es 6 Anwesen (1 Bräuhaus mit Wirtschaft, 4 Köblergüter, 1 Schmiedgut). Das Hochgericht und die Dorf- und Gemeindeherrschaft übte weiterhin das Hofkastenamt Ansbach aus. Alle Anwesen hatten Hofkastenamt Ansbach als Grundherrn. Neben diesen Anwesen gab es noch kommunale Gebäude (Hirtenhaus, Brechhaus). In Unterdautenwinden gab es 4 Anwesen mit 6 Untertansfamilien (2 Höfe, 1 Gut, 1 Mühlgut). Alle Anwesen hatten das Kastenamt Herrieden als Grundherrn. Von 1797 bis 1808 unterstanden die Orte dem Justiz- und Kammeramt Ansbach.
Im Rahmen des Gemeindeedikts wurden Ober- und Unterdautenwinden dem 1808 gebildeten Steuerdistrikt Elpersdorf und der 1811 gegründeten Ruralgemeinde Elpersdorf zugeordnet. Diese wurde am 1. Juli 1972 im Zuge der Gebietsreform in Bayern in die Stadt Ansbach eingegliedert.

### Ehemaliges Baudenkmal
- Haus Nr. 3: Türsturz bezeichnet „1688“, renoviert 1816; zweistöckiges Haus mit Satteldach; in der Gaststube Ofen mit Gusseisenplatten, darauf Reliefdarstellungen des Jüngsten Gerichts und der Tempelreinigung[13]

### Einwohnerentwicklung
| Jahr      | 001806 | 001818 | 001840 | 001861 | 001871 | 001885 | 001900 | 001925 | 001950 | 001961 | 001970 | 001987 |
| Einwohner | *47    | 60     | 81     | 85     | 92     | 96     | 97     | 86     | 128    | 88     | 81     | 74     |
| Häuser    | *7     | 13     | 13     |        |        | 15     | 16     | 17     | 17     | 17     |        | 22     |
| Quelle    | [ 15 ] | [ 16 ] | [ 17 ] | [ 18 ] | [ 19 ] | [ 20 ] | [ 21 ] | [ 22 ] | [ 23 ] | [ 24 ] | [ 25 ] | [ 1 ]  |

## Religion
Oberdautenwinden gehört zur Kirchengemeinde St. Laurentius (Elpersdorf bei Ansbach), einer Filiale von St. Nikolaus (Schalkhausen), die seit Einführung der Reformation im Fürstentum Ansbach im Jahr 1528 evangelisch ist. Unterdautenwinden blieb katholisch. Eine Wirtshausrauferei zwischen Protestanten und Katholiken im Jahr 1598 war der Anlass, dass Elpersdorf einen eigenen Pfarrer bekam. Die Einwohner römisch-katholischer Konfession waren ursprünglich nach St. Vitus und Deocar (Herrieden) gepfarrt, seit der ersten Hälfte des 20. Jahrhunderts ist die Pfarrei St. Ludwig (Ansbach) zuständig.